# Ralph J. Cicerone

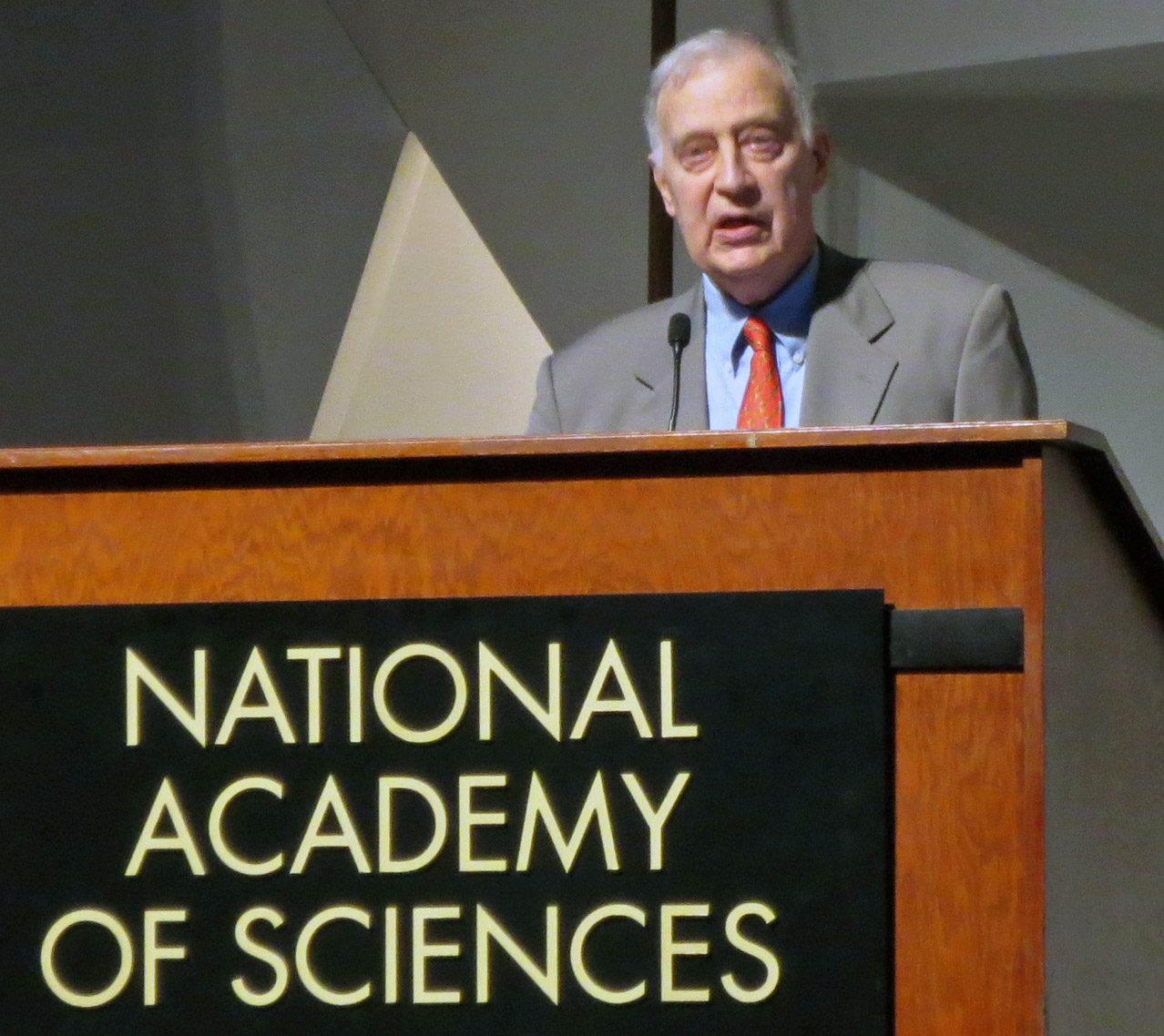
Ralph J. Cicerone

Ralph John Cicerone (* 2. Mai 1943 in New Castle, Pennsylvania; † 5. November 2016) war ein US-amerikanischer Klimatologe, der sich mit der Chemie der Atmosphäre und dem Klimawandel befasste. Er war von 2005 bis 2016 Präsident der National Academy of Sciences und Vorsitzender des National Research Council.

## Leben
Cicerone studierte am Massachusetts Institute of Technology (Bachelor-Abschluss 1965) und der University of Illinois at Urbana-Champaign mit dem Master-Abschluss als Elektroingenieur und Physiker 1967 und der Promotion 1970. Danach war er bis 1978 am Space Physics Research Lab der University of Michigan in Ann Arbor, wo er auch Assistant Professor war. Ab 1978 war er in der Abteilung Ozeanographie der University of California, San Diego und 1980/81 als Forschungschemiker am Scripps Research Institute tätig. Von 1980 bis 1989 war er Senior Scientist und Direktor für Atmosphärische Chemie am National Center for Atmospherical Research in Boulder. 1989 wurde er Professor in der Abteilung Geowissenschaften der University of California, Irvine, der er vorstand. 1994 wurde er Dekan der Fakultät für Physikalische Wissenschaften und von 1998 bis 2005 Kanzler der UC Irvine.

## Forschungen zum Ozonloch
1973 wurde er mit Richard S. Stolarski von der NASA beauftragt, die mögliche Schädlichkeit von Chlor, das über die Abgase des geplanten Space Shuttle als HCl in die Stratosphäre gelangt, zu untersuchen. Dabei entdeckten sie die Wirksamkeit von Chlor-Radikalen als Katalysatoren beim Abbau der Ozonschicht. Unabhängig erforschten das Michael McElroy und Steven Wofsy in Harvard, ebenfalls in Zusammenhang mit dem Space Shuttle. Bei der Präsentation ihrer Ergebnisse 1973 in Kyoto auf der IAGA-Konferenz wurden ihre Beiträge aber kritisiert, da sie es vorzogen, das Space Shuttle als Quelle zu verschweigen und stattdessen Vulkanausbrüche heranzogen, die als Chlorquelle aber eine untergeordnete Rolle spielten. 1974 erschienen dann Artikel sowohl von Mario J. Molina und Sherwood Rowland (Nature) als auch von Stolarski, Walters und Cicerone (Science), die Fluorkohlenwasserstoffe als Quelle in den Blick rückten und das Thema wurde auch von der Presse aufgegriffen, so 1974 von der New York Times. Molina und Rowland, die von James Lovelock angestoßen 1973 mit der Forschung begannen, sowie Paul J. Crutzen erhielten dafür 1995 den Nobelpreis für Chemie.

## Auszeichnungen und Mitgliedschaften
1979 wurde er mit der James B. Macelwane Medal ausgezeichnet, 1999 mit dem Bower Award and Prize for Achievement in Science. 2002 erhielt er die Roger Revelle Medal der American Geophysical Union. 2004 erhielt er den Albert Einstein World Award of Science.
Er war Fellow der American Association for the Advancement of Science, der National Academy of Sciences, der American Chemical Society, der American Meteorological Society, der American Geophysical Union (und von 1992 bis 1994 deren Präsident), der American Philosophical Society und der American Academy of Arts and Sciences.
Von 1977 bis 1979 war er Mitherausgeber des Journal of Geophysical Research.